# Комбарс
Комбарс — река в России, протекает по Томской области. Устье реки находится в 22 км по правому берегу реки Чузик. Длина реки составляет 115 км, площадь водосборного бассейна 1140 км².

## Притоки
- 34 км: Боровая
- ? км: Холодный
- 68 км: Афанасьевка
- 77 км: Григорьевка
- 89 км: Речка 1-я
- 100 км: Речка 2-я
- ? км: Речка 3-я
- ? км: Епессимиха

## Данные водного реестра
По данным государственного водного реестра России относится к Верхнеобскому бассейновому округу, водохозяйственный участок реки — Обь от впадения реки Кеть до впадения реки Васюган, речной подбассейн реки — Кеть. Речной бассейн реки — (Верхняя) Обь до впадения Иртыша.
Код объекта в государственном водном реестре — 13010700112115200029147.